# 仁濟醫院陳耀星小學

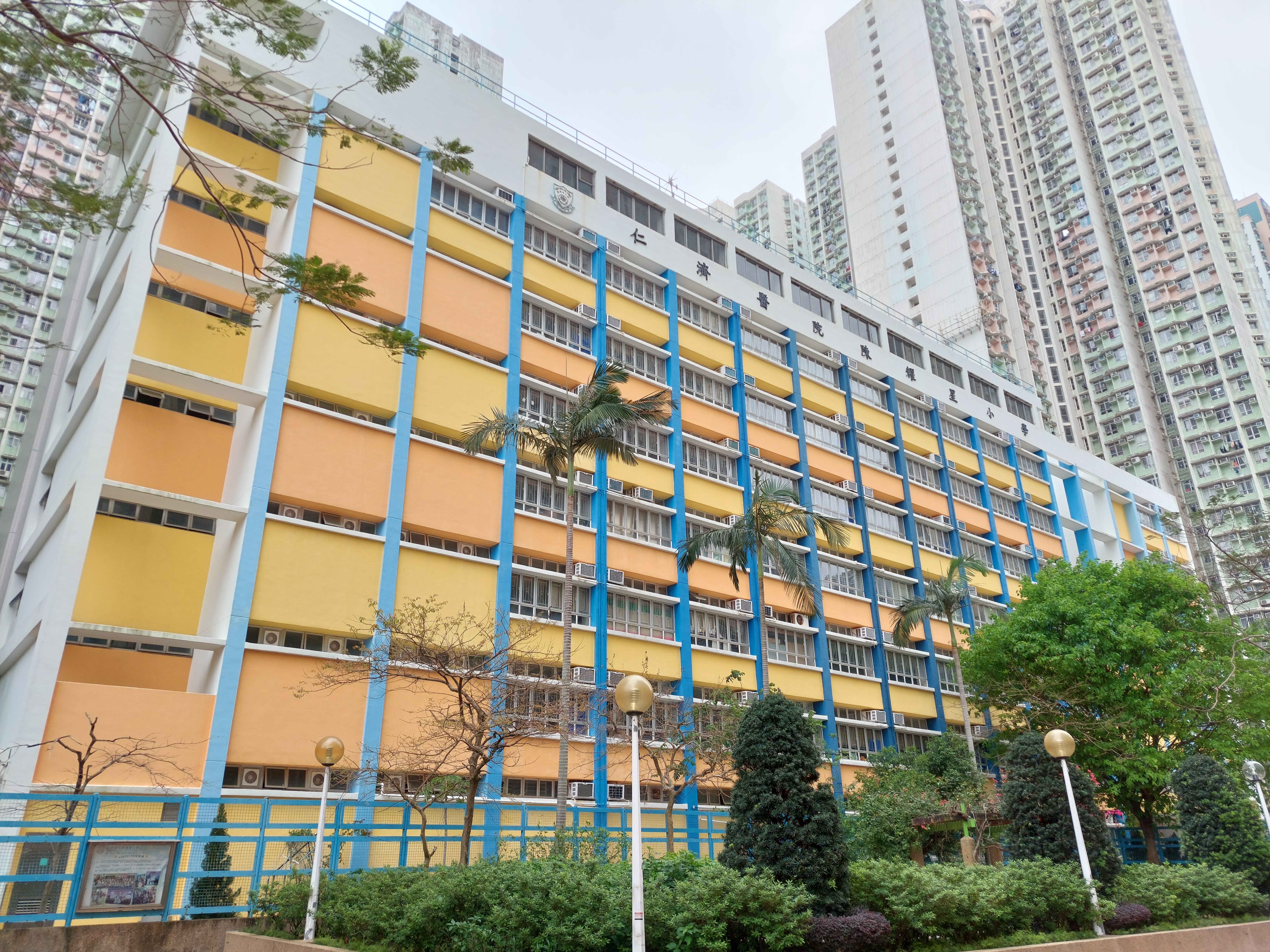
仁濟醫院陳耀星小學東北面

仁濟醫院陳耀星小學（英語：Yan Chai Hospital Chan Iu Seng Primary School），簡稱YCHCISPS，是一間位於香港將軍澳煜明苑側的小學，由仁濟醫院的永遠顧問陳耀星太平紳士捐款開辦，是仁濟醫院主辦之第五間政府資助小學。學校在1995年獲批現址校舍，原訂於同年12月開辦，但最後延至1996年9月才正式開課。

該校自2010起已引入編程教育，近年於STEM教育的發展優異。
於2016年引入校本STEM教育，屬先導一群及發展良好，近年累獲教育局不同部門、出版社及不同團體邀請作分享。2017年起成為QTN-發展STEM教育計劃的核心學校，並於2019年成為全港十八間中國移動香港5G STEM先導學校之一。
每年主辦機械人學界比賽，公開給予中、小學參與，分享成果。

## 辦學理念

### 抱負
貫徹「尊仁濟世」精神，提供優質全人教育，培育學生成為國家棟樑。

### 使命
營造愉快學習環境，提升學生的學術水平和培養他們終生學習的能力；並著重品德教育，以建立正確的人生觀，來迎接知識型社會。

## 校舍
仁濟醫院陳耀星小學佔地面積約6,200平方米，屬於「大型」校園。

## 家校合作
仁濟醫院陳耀星小學重視家校合作，每年舉辦多項家教會活動，如家教會旅行、親子旅行、水果日、中國文化日等，透過參與活動，家長可了解學校運作。
- 家長教師會定期進行會議，參與學校事務，協助舉辦活動及反映意見。
- 《星語》為仁濟醫院陳耀星小學的資訊性刊物，全年出版三期，向校內師生、家長及幼稚園家長匯報學校最新消息及活動，以加強家校溝通。
- 定期舉辦校長茶聚，家長可直接與校長反映意見，加強家校溝通，有助學校發展。

## 非華語學生學習支援
為在家常用語言不是中文的學生提供更多學習中文的機會，提升非華語學生的學習及使用中國語文能力，與同儕共同學習，建構共融校園。

支援項目包括：
- 非華語輔導班：中文科任老師會針對非華語學生的學習難點，作出個別指導，以處理學生課堂內難點為主，鞏固基礎知識，照顧不同學習需要的學生。
- 課後支援班：於課後指導非華語學生課業及預習書本，教學內容以預習課文、語文基礎知識、遊戲及圖書教學為主，藉着實行多元密集的學習模式，培養中文語境。
- 支援教師協助：在中文寫作課時，額外多一位支援教師抽離學生，為非華語學生提供支援，以提升寫作能力。
- 課堂抽離學習：一年級非華語學生在中文、數學及常識課時，均會由另一位科任教師抽離課室學習。在小班教學下，老師可以運用較多時間教導每一位學生，更具針對性地作出個別指導。
- 有趣識字班：於導修課時，為一年級非華語學生開辦識字課，運用一套有系統的方式教授，藉着遊戲，一筆一劃地教一年級學生識字，愉快而有效學習字詞。
- 小息朗讀活動：安排平板電腦輔以不同的應用程式學習，利用「愉快學中文」、「時事學中文」等應用程式進行自主學習，以鞏固學生知識。
- 分層工作紙：把單元工作紙和寫作工作紙上的重點字詞翻譯為英文以及按個別需要進行功課剪裁及調適。
- 英文版通告：提供英文版本的學生通告，加強與非華語家長的溝通。

## 校本言語治療服務
透過言語治療師、教師和家長的合作，使有言語障礙的學生儘早得到全面及適切的支援，並提升他們的整體語言能力。有關服務包括：
- 建立校本機制識別及轉介懷疑有言語障礙的學生
- 為學生提供言語評估及支援
- 為教師及家長提供諮詢及培訓
- 與科任教師協作，發展提升「聽、說、讀、寫」能力的教學策略

於在學期間，老師會轉介有需要的學生參與校本言語治療服務，直至他們的語言能力達到一定程度的改善或離校為止。

## 「小小音樂人」計劃
為提升學生的個人修養和氣質及延續和建立第二音樂梯隊，仁濟醫院陳耀星小學音樂科展開「小小音樂人」試點計劃，期望所有學生都能學習一種樂器和發展一項音樂技能，發揮學生潛能。學校開辦不同的音樂小組供同學選擇，包括非洲鼓、口風琴、敲擊樂、合唱團/民歌小組、音樂劇等。

## 卓越學生獎勵計劃─做個至正耀星人
旨在鼓勵學生在學業成績、品德、領袖服務及課外活動皆可均衡發展，培育他們成為至正耀星人。

## 課外活動
仁濟醫院陳耀星小學提供超過五十項課外活動，並成立十多個服務團隊，發掘學生不同方面的能力，培養學生與人溝通及合作，從而豐富學習經歷。該校是多個課外活動組織之會員，包括香港課外活動主任協會、香港學校音樂及朗誦協會、香港學界舞蹈協會。

### 周三聯課
該校逢周三放學前兩節為聯課活動時段，讓同學參加不同課外活動，豐富學習經歷。

| 活動名稱                          | 舉辦日期   | 合辦機構及組織                   |
| --------------------------------- | ---------- | -------------------------------- |
| Watoto兒童合唱團音樂會            | 2019-12-04 | Watoto Child Care Ministries     |
| 「香港世界牛奶日」校園慶祝巡禮    | 2019-04-03 | 菲仕蘭（香港）有限公司           |
| 青協「快樂有嘻哈」全校舞動日      | 2019-02-20 | 賽馬會將軍澳青年空間             |
| 尊重互聯網上的知識產權互動劇場    | 2019-01-16 | 知識產權署                       |
| 粵劇教學承傳活動工作坊            | 2018-12-12 | 西貢區議會藝術及文化活動工作小組 |
| 森林生態桌遊教學活動              | 2018-10-03 | 香港戶外生態教育協會             |
| 「恐龍戰隊」生命教育劇場          | 2018-03-21 | 香港離島區各界協會               |
| 環保基金 - 結交「綠鄰」好友大行動 | 2018-02-07 | 地球拯救隊                       |
| Watoto兒童合唱團音樂會            | 2017-11-29 | Watoto Child Care Ministries     |
| 花式足球表演                      | 2017-10-25 | 黎炳昭藝術發展基金有限公司       |
| 午膳、飲食講座                    | 2017-10-04 | 學校午膳供應商 丹尼食物有限公司  |

### 服務團隊

#### 幼童軍
該校幼童軍團隊隸屬東九龍第73旅幼童軍，對象為三年級至六年級學生，負責每月的升旗禮儀式，並在校運會及各項典禮參與服務學習。

#### 環保大使
旨在提高環保意識及培養對環境保護的責任感，主要職責為綠化校園、協助種植活動、以廚餘製作堆肥等。

#### 小老師
小老師計劃的目的是朋輩支援，由品學兼優的高年級學生擔任小老師，以一對一形式為低年級學生提供學業支援。

## 傳媒採訪
| 標題                                | 傳媒     | 日期       |
| ----------------------------------- | -------- | ---------- |
| 新人類，大世界—STEM總動員           | 香港電台 | 2019/10/19 |
| 未來教室 第21集：仁濟醫院陳耀星小學 | ViuTV    | 2019/08/18 |

## 著名/傑出校友
- 蔡梓銘：香港男歌手、前亞洲電視合約男藝員[6]（2003年）
- 裕美：香港女藝人